# (17058) Rocknroll
(17058) Rocknroll (1999 GA5) – planetoida z pasa głównego asteroid okrążająca Słońce w ciągu 4,14 lat w średniej odległości 2,58 j.a. Odkryta 13 kwietnia 1999 roku.